# Бор-Кособулат
Бор-Кособула́т (рос. Бор-Кособулат) — село (колишнє селище) у складі Угловського району Алтайського краю, Росія. Входить до складу Угловської сільської ради.

## Населення
Населення — 100 осіб (2010; 154 у 2002).
Національний склад (станом на 2002 рік):
- казахи — 96 %